# Грюнбаум, Тереза
Тереза Грюнбаум (нем. Therese Grünbaum; 24 августа 1791, Вена — 30 января 1876, Берлин) — австрийская оперная певица (сопрано).

## Биография
Дочь композитора Венцеля Мюллера и его второй жены. Первоначально училась музыке и пению у отца, дебютировала ещё в детстве в опере Ф. Кауэра «Дева Дуная». С 1807 года выступала в Пражском оперном театре, затем вернулась в Вену и пела в Кернтнертор-театре, а в 1818—1828 гг. в Венской придворной опере, затем на протяжении двух сезонов пела в Берлине. После завершения карьеры певицы открыла музыкальную школу в Берлине, где прожила до конца жизни.
Была прекрасной драматической колоратурной певицей, благодаря чему её прозвали немецкой Каталани. В особенности пользовалась выдающимся успехом в опере «Эврианта», написанной для неё Вебером в 1823 году. Была замужем за певцом-тенором, органистом и профессором пения Иоганном Кристофом Грюнбаумом.